# طائر أزرق نادر يحلق معي
طائر أزرق نادر يحلق معي هي الرواية التاسعة للروائي والمسرحي المغربي يوسف فاضل. صدرت الرواية لأوّل مرة عام 2013 عن دار الآداب للنشر والتوزيع في لبنان. ودخلت في القائمة النهائية «القصيرة» للجائزة العالمية للرواية العربية لعام 2014، المعروفة باسم «جائزة بوكر العربية».

## حول الرواية
يروي الروائي والمسرحي المغربي يوسف فاضل في هذه الرواية حكاية «عزيز»، وهو طيار في قاعدة عسكرية جوية. يعشق الطيران حتى أنه ينسى نفسه وهو محلق في الأعالي. ليلة زفافه لا يفكر في العروس «زينة» ذات الست عشرة سنة المنتظرة في الغرفة المجاورة. باله مشغول بالطائرة. يقضي ليلته مرتديًا زي الطيار. ومع الفجر يغادر البيت ليعود بعد ثمانية عشرة سنة. نفس المدة التي قضتها «زينة» في البحث عنه متنقلة بين السجون والإدارات والمدن والغابات والأسئلة والوعود المخيبة للآمال والانتظارات الكاذبة. ثم ها هي تتحمل مشاق سفر أخير٬ بعد أن دس شخص غريب قصاصة في جيبها ببار اللقلاق بمدينة أزرو، حيث تشتغل هي وأختها «ختيمة». تتوجه «زينة» بعد ذلك مباشرة إلى قصبة الكلاوي في الجنوب المغربي، حيث يقبع «عزيز» معتقلًا، بلا أمل في العثور عليه. «طائر أزرق نادر يحلق معي» شهادة روائية عن مرحلة رهيبة من تاريخ المغرب تعرف بسنوات الجمر والرصاص.

## الشخصيات
تتميز رواية طائر أزرق نادر يحلق معي بشخصيات تنبض بالعمق الإنساني وتعكس تراجيديا الواقع المغربي خلال سنوات الجمر والرصاص. وقد اختار يوسف فاضل أن ينسج روايته من خلال شخصيتين محوريتين تتقاطعان سرديًا وزمانيًا، مع شخصيات مساعدة تساهم في إثراء المشهد الروائي، سواء في السجن أو خارجه.
عزيز: هو البطل الغائب الحاضر، طيار شاب كان يعمل في قاعدة جوية عسكرية، واعتُقل بشكل غامض بعد فترة قصيرة من زواجه. يشكل عزيز رمزًا للمواطن الحالم، الذي يُسحق تحت آلة الدولة الأمنية، حيث يعيش تجربة الاعتقال الطويل في ظروف مأساوية، مع فقدان الأمل والهوية والانتماء. ومن خلال صوته الداخلي، يعكس عزيز شعور الاغتراب القاسي في عزلة الزنزانة، والحيرة إزاء أسباب اعتقاله، مما يجعله نموذجًا للضحية السياسية المغيّبة.
زينة: زوجة عزيز، وتؤدي دور الشخصية المقاومة والمتفانية. فتاة من أصول بسيطة، تتزوج في سن السادسة عشرة، وتُفجع باختفاء زوجها ليلة الزفاف. تشكل زينة المحور السردي الموازي لعزيز، إذ تنطلق في رحلة شاقة عبر المغرب بحثًا عنه، متنقلة بين المدن، والإدارات، والسجون. تمثل رمز المرأة التي تصطدم بجدار البيروقراطية والتهميش، لكنها تواصل الكفاح بصمت، مع احتفاظها بشعلة الأمل، ما يجعلها صوتًا دراميًا وإنسانيًا مفعمًا بالحيوية والتحدي.
ختيمة: أخت زينة، وتعمل معها في "بار اللقلاق" بمدينة أزرو. تمثل ختيمة نموذج المرأة الواقعية، المتقبلة للقدر، والمساعدة في تحمل أعباء الحياة. تلعب دورًا مساعدًا في دعم زينة نفسيًا، لكنها في الوقت نفسه تعبّر عن خيبة الجيل الصامت الذي لا يقاوم سوى بالبقاء.
الحارس: شخصية تتكرر بشكل رمزي في زنزانة عزيز، وتمثل السلطة العمياء واللاإنسانية. الحارس ليس فردًا بعينه، بل قناع تتلبسه السلطة. يقوم بأدوار مختلفة: الجلاد، الرقيب، الصامت، المتشفّي. لا يُعرف اسمه ولا ملامحه، لكنه يفرض حضوره المادي والنفسي على البطل، ويُذكّر القارئ بعنف الدولة المُمأسس.
رغم قلة عدد الشخصيات الأساسية، استطاع يوسف فاضل أن يخلق عالمًا روائيًا نابضًا بالحياة، من خلال كثافة التفاصيل الداخلية لكل شخصية، ومن خلال صراعها مع الذاكرة، والمؤسسة، والغياب. فكل شخصية تبدو مسكونة بسؤال وجودي يتجاوز الظرف السياسي، نحو سؤال الكرامة والحرية والهوية.

## البنية السردية وتعدد الأصوات
تتسم رواية طائر أزرق نادر يحلق معي ببنية سردية محكمة تتناوب فيها الأصوات وتتداخل الأزمنة لتشكل مشهدًا بانوراميًا لمعاناة فردية داخل سياق سياسي قمعي. اعتمد يوسف فاضل تقنية السرد المزدوج، حيث يتناوب على الحكي كل من «عزيز» و«زينة»، في ما يشبه "المونولوغ الداخلي" الممتد، مما يمنح النص دينامية خاصة ويكشف عن مدى التصدع النفسي للشخصيتين. يبدأ السرد من لحظة القبض على عزيز، وينتقل بسلاسة بين الماضي والحاضر، بين الزنزانة والحنين، وبين بحث زينة وتقهقرها أمام واقع لا يرحم. ويوظف الكاتب هذه التقنية لتقريب القارئ من أعماق الشخوص، من خلال لغة حوارية داخلية تنبض بالأسى والخيبة.تميزت الرواية أيضًا باستخدام قوي للغة المجازية، التي تحمل في طياتها رموزًا متعددة. فالطائر الأزرق، وهو العنوان الذي اختاره الكاتب، لا يحيل فقط إلى حلم الطيران والانعتاق، بل أيضًا إلى كائن مهدد بالانقراض، تمامًا كما أُبيدت الأحلام في سنوات القمع. كما أن الطائر يرمز إلى الحرية المنشودة، لكنه حرية مؤجلة، دائمًا ما تُسحق تحت وطأة التعذيب أو البيروقراطية أو الخيانة. هذا الاستدعاء المكثف للرمزية يعزز الطابع الشعري للنص، دون أن يفقده نبرته الاحتجاجية والسياسية.إن تعدد الأصوات في الرواية يعكس كذلك تعدد وجهات النظر إزاء تجربة القمع والاعتقال. فبينما ينهار عزيز في زنزانته تحت ضغط العزلة والتعذيب، تنهار زينة في العالم الخارجي أمام تجاهل المؤسسات وانعدام المروءة. ومن خلال تعاقب هذين المنظورين، ينجح يوسف فاضل في رسم صورة مزدوجة للخراب: خراب داخلي لروح السجين، وخراب خارجي لمجتمع خان أبناءه. وفي هذا السياق، تتقاطع الرواية مع تيار ما يُعرف بـ"أدب السجون"، الذي ارتبط في المغرب خصوصًا بأسماء مثل أحمد المرزوقي ومحمد الرايس، غير أن يوسف فاضل يميّز نصه بانفتاحه على البُعد الجمالي والتخييل الرمزي، دون أن يُسقط الطابع التوثيقي للمرحلة.وقد نوه العديد من النقاد بهذا التوازن، حيث كتب عبد الله الغذامي أن «الرواية تمثل انتقالة نوعية في أدب سنوات الرصاص، لكونها تجمع بين استبطان الذات وتعرية النظام السياسي في آن». كما اعتبر الباحث عبد الفتاح كيليطو أن «توظيف التكرار والمونولوغ الداخلي يمنح الرواية طابعًا دراميًا لا يقل قوة عن المسرحيات التراجيدية الكبرى». وكتب سعيد يقطين أن «تعدد الأصوات وتقاطع الأزمنة يضع الرواية ضمن تيار التجريب الفني الذي يشهد حضورًا لافتًا في الرواية المغاربية الجديدة». وأشارت الباحثة الفرنسية فاليري أرماغو إلى أن «الرواية تُظهر وعيًا بنيويًا بأهمية البنية في إنتاج المعنى، أكثر من مجرد محتوى سياسي».

## زينة: المرأة كرمز للوفاء والمقاومة
تشكل شخصية «زينة» العمود الفقري للرواية، ليس فقط بوصفها زوجة تبحث عن زوج مفقود، بل كرمز للاستمرارية والوفاء في وجه الانكسار. يكتب يوسف فاضل هذه الشخصية بلغة شاعرية تمزج بين الانكسار والصلابة، وتجعل منها صورة معبرة عن المرأة المغربية في سنوات الرصاص: تلك التي تتحمل غياب الحبيب أو الزوج، وتُواجه الدولة، وتسائل المؤسسات، وتنتظر بلا وعود حقيقية.زينة ليست شخصية ثانوية أو محض تابعة لعزيز، بل هي التي تحمل الرواية على كتفيها، وتسير بها في دروب المدن والمكاتب والسجون. هي الوجه الآخر للمعتقل، المُدانة بالصمت والنسيان والتجاهل. عبرها نكتشف قسوة العالم الخارجي، عالم يبدو أكثر قمعًا من السجن نفسه. فالمدينة تُعاملها كمشبوهة، والبيروقراطية تُقصيها، حتى أن أملها الوحيد يُبعث عبر "قصاصة" مجهولة، ما يجعل من السرد نفسه قائمًا على خيط هش، لكنه متين برمزيته.وبينما يتآكل عزيز في زنزانته بسبب التعذيب النفسي والجسدي، تتآكل زينة في المدن بسبب التجاهل والإهانة والضياع. ولعل أهم ما يميز هذه الشخصية هو قدرتها على المقاومة رغم التهشيم الرمزي الذي تتعرض له. فهي لا تصرخ، لكنها تتابع البحث. لا تحتج، لكنها لا تستسلم. في هذه النقطة بالتحديد تتقاطع الرواية مع أعمال أدبية نسوية في المغرب مثل روايات ليلى أبو زيد أو الزهرة رميج، حيث تظهر المرأة ليس كضحية فحسب، بل كفاعلة، ككائن يُعيد تشكيل مصيره رغم القهر.والرحلة الأخيرة التي تقوم بها زينة إلى "قصبة الكلاوي" ليست فقط رحلة للقاء الحبيب، بل هي فعل رمزي لاستعادة الكرامة والحق. والقصبة نفسها، باعتبارها معلمًا من معالم الجاه السلطوي، تتحول في الرواية إلى سجن جماعي لذكريات القمع، ما يمنح النص أبعادًا رمزية متعددة. كما أن العلاقة بين زينة وأختها ختيمة، رغم كونها ثانوية في الحكاية، تمنح الرواية بُعدًا نسويًا واضحًا، حيث تسود لغة التضامن والصبر والتكافل بين النساء.يقول يوسف فاضل في حوار له إن "زينة هي مرآة القارئ"، لأنها تحمله عبر دهاليز الخذلان والانتظار من دون أن تقدم له أجوبة، بل تترك له مهمة التأمل والبحث. وقد كتب عنها الناقد محمد برادة بأنها "أقرب إلى أن تكون بطلة ملحمية، بمقاييس الصبر والإيمان بالحب رغم زوال الدوافع الواقعية لذلك". وأشادت الكاتبة ناديا بوهنّاد بالشخصية معتبرةً أنها «تلعب دور الضمير الرمزي لجيلٍ كتم كل صرخاته خوفًا من أن يضيع في الزنازين». كما أدرجت الباحثة الإيطالية مارتينا روسي شخصية زينة ضمن نماذج "الأنثى المقاوِمة" في الأدب المغربي الحديث.